# 321 North Clark
321 Clark Street is een wolkenkrabber in Amerikaanse stad Chicago. De bouw van de kantoortoren begon in 1983 en werd in 1987 voltooid.

## Ontwerp
321 North Clark is 155,45 meter hoog en telt 35 verdiepingen. Het modernistische gebouw is door Skidmore, Owings and Merrill ontworpen en heeft een glazen gevel.
Het gebouw is het laatste uit een reeks van wolkenkrabbers met groen glas, die langs de Chicago River gebouwd zijn. De lobby van het gebouw wijkt af van de strikte modernistische stijl van het exterieur en bevat lifhallen met een tongewelf, bekleed met donkergroen marmer.